# Pycnandra deplanchei
Pycnandra deplanchei är en tvåhjärtbladig växtart som först beskrevs av Henri Ernest Baillon, och fick sitt nu gällande namn av Swenson och Jérôme Munzinger. Pycnandra deplanchei ingår i släktet Pycnandra och familjen Sapotaceae.

## Underarter
Arten delas in i följande underarter:
- P. d. deplanchei
- P. d. floribunda